# The Back Door Wolf
The Back Door Wolf — студійний альбом американського блюзового музиканта Гауліна Вулфа, випущений у 1973 році лейблом Chess.

## Опис
The Back Door Wolf є останнім студійний альбом Вулфа (музикант помер у 1976 році). Він був записаний на студії Chess Recording Studios в Чикаго за участі постійного гурту Вульфа під назвою the Wolf Gang, і все на ньому звучить добре, незважаючи на використання клавесину Детройтом Джуніором на декількох композиціях. Серед пісень, особливо виділяються «Coon on the Moon» Едді Шоу, власні «Moving» і «Stop Using Me» Вульфа і «Speak Now Woman».
Пісні «The Back Door Wolf»/«Coon on the Moon» були випущені у 1973 році на синглі (CH 2145).

## Список композицій
1. «Moving» (Честер Бернетт) — 2:45
2. «Coon on the Moon» (Едді Шоу) — 3:45
3. «Speak Now Woman» (Джеймс Одом) — 4:59
4. «Trying to Forget You» (Едді Шоу) — 3:33
5. «Stop Using Me» (Честер Бернетт) — 2:52
6. «Leave Here Walking» (Едді Шоу) — 2:31
7. «The Back Door Wolf» (Едді Шоу, Ральф Басс) — 4:03
8. «You Turn Slick on Me» (Емері Вільямс-молодший) — 4:50
9. «The Watergate Blues» (Едді Гоу) — 3:10
10. «Can't Stay Here» (Ендрю Макмегон) — 2:31

## Учасники запису
- Гаулін Вулф — вокал, губна гармоніка
- Едді Шоу — тенор-саксофон
- Детройт Джуніор — фортепіано, клавесин (3, 6, 7, 8, 9)
- Г'юберт Самлін, Віллі Гарріс — гітара
- Джеймс Грін, Ендрю Макмегон — бас-гітара
- С. П. Лірі — ударні

Технічний персонал
- Ральф Басс — продюсер
- Малколм Чісголм — інженер
- Мія Крінські — координатор альбому
- Ніл Терк — фотографія, дизайн